# Čertova stěna
Čertova stěna – szczyt o wysokości 1082 m n.p.m. (podawana jest też wysokość 1074 m n.p.m. , 1074,9 m n.p.m.  lub 1075 m n.p.m.), będący formacją skalną w paśmie górskim Wysokiego Jesionika (cz. Hrubý Jeseník), w północno-wschodnich Czechach, w Sudetach Wschodnich, na Morawach, w obrębie gminy Vernířovice, oddalony o około 5,8 km na południowy zachód od szczytu góry Pradziad (cz. Praděd). Rozległość szczytu wraz ze stokami (powierzchnia stoków) szacowana jest na około 0,6 km², a średnie nachylenie wszystkich stoków wynosi około 19°.

## Charakterystyka
Čertova stěna z uwagi na nieprzekraczającą minimalną wysokość pomiędzy szczytem i najniższym punktem przełęczy (minimalna deniwelacja względna) w kierunku szczytu Břidličná hora (min. 5 m) nie jest przez niektórych autorów zaliczona jako odrębna góra. Traktowana raczej jako wydłużenie stoku góry Břidličná hora.

### Lokalizacja

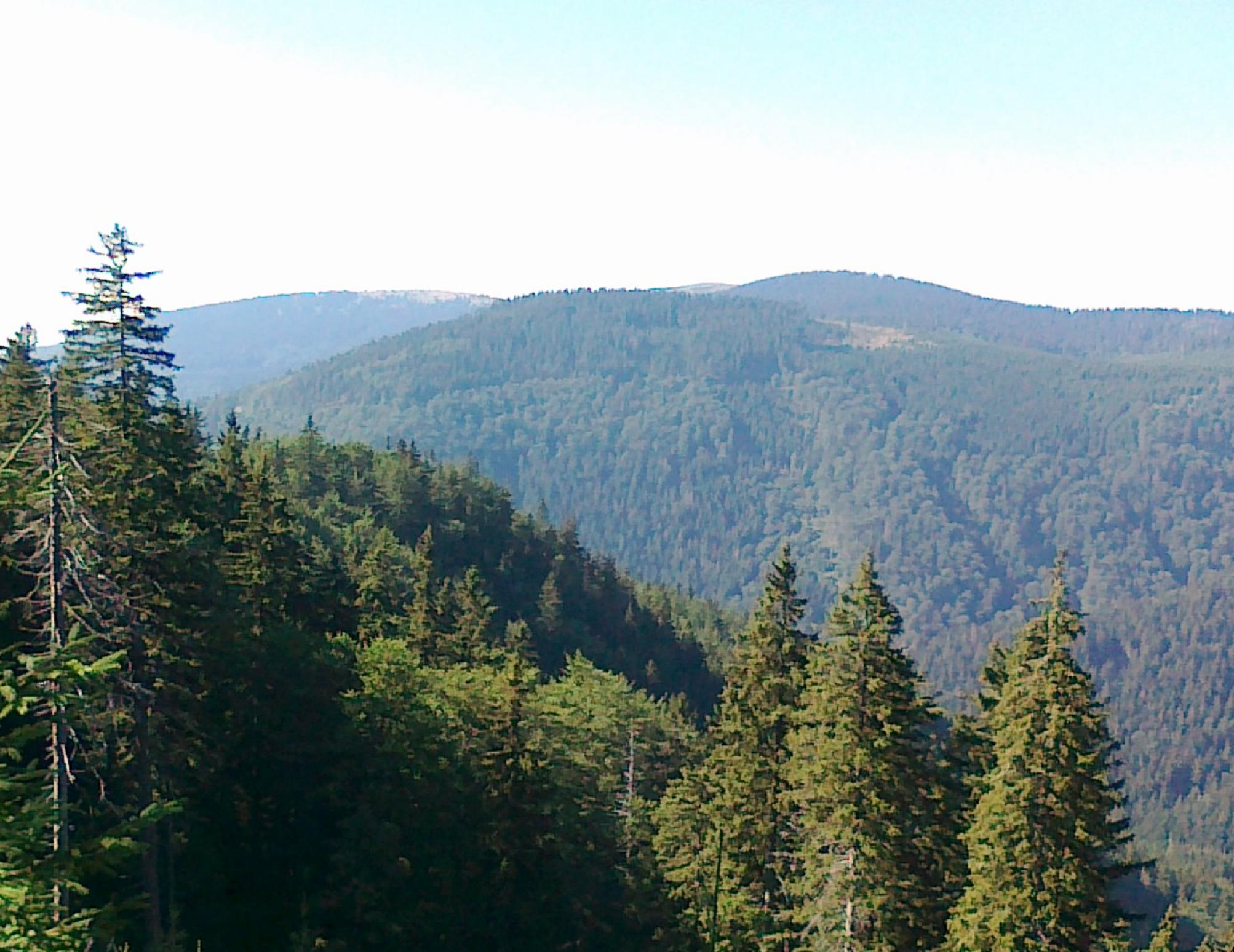
Widok z żółtego szlaku turystycznego na stoku góry Břidličná hora na szczyty Mravenečník, Homole, Vřesník i Malá Jezerná (poniżej z lewej Čertova stěna) (2020 rok)

Szczyt Čertova stěna położony jest nieco na południe od centrum pasma Wysokiego Jesionika, leżący niemalże w centrum części Wysokiego Jesionika (mikroregionie) o nazwie Masyw Pradziada (cz. Pradědská hornatina), położony na krótkim grzbiecie bocznym o nazwie (cz. Malý Jelení hřbet) grzbietu głównego (grzebieniu) góry Pradziad, ciągnącego się od przełęczy Červenohorské sedlo do przełęczy Skřítek . Jest szczytem bardzo trudno rozpoznawalnym o słabej ekspozycji części szczytowej oraz niewidocznym z drogi okalającej połać szczytową góry Pradziad, bo przysłonięty stokiem góry Hubertka, a z innego charakterystycznego punktu widokowego – z drogi okalającej szczyt góry Dlouhé stráně, również niewidoczny, bo przysłonięty górą Vřesník. Dobrze widoczny natomiast z żółtego szlaku turystycznego  na stoku góry Jelení hřbet czy też góry Břidličná hora.
Szczyt wraz ze stokami ograniczają: od południa mało wybitna przełęcz o wysokości 1077 m n.p.m. w kierunku szczytu Břidličná hora, od zachodu dolina nienazwanego potoku, będącego dopływem potoku Merta, od północnego zachodu dolina potoku Merta oraz od północy i wschodu dolina potoku o nazwie Jelení příkop . W otoczeniu szczytu Čertova stěna znajdują się następujące szczyty: od południa Břidličná hora i Pecný, od zachodu Břidličná hora–SZ i Špičák, od północnego zachodu Jestřábí vrch, Homole, Homole–SV i Malá Jezerná, od północy Velká Jezerná i Velká Jezerná–J, od północnego wschodu Hubertka, Zámčisko–S, Zámčisko i Velký Máj, od wschodu Jelení hřbet oraz od południowego wschodu Jelenka.     

### Szczyt

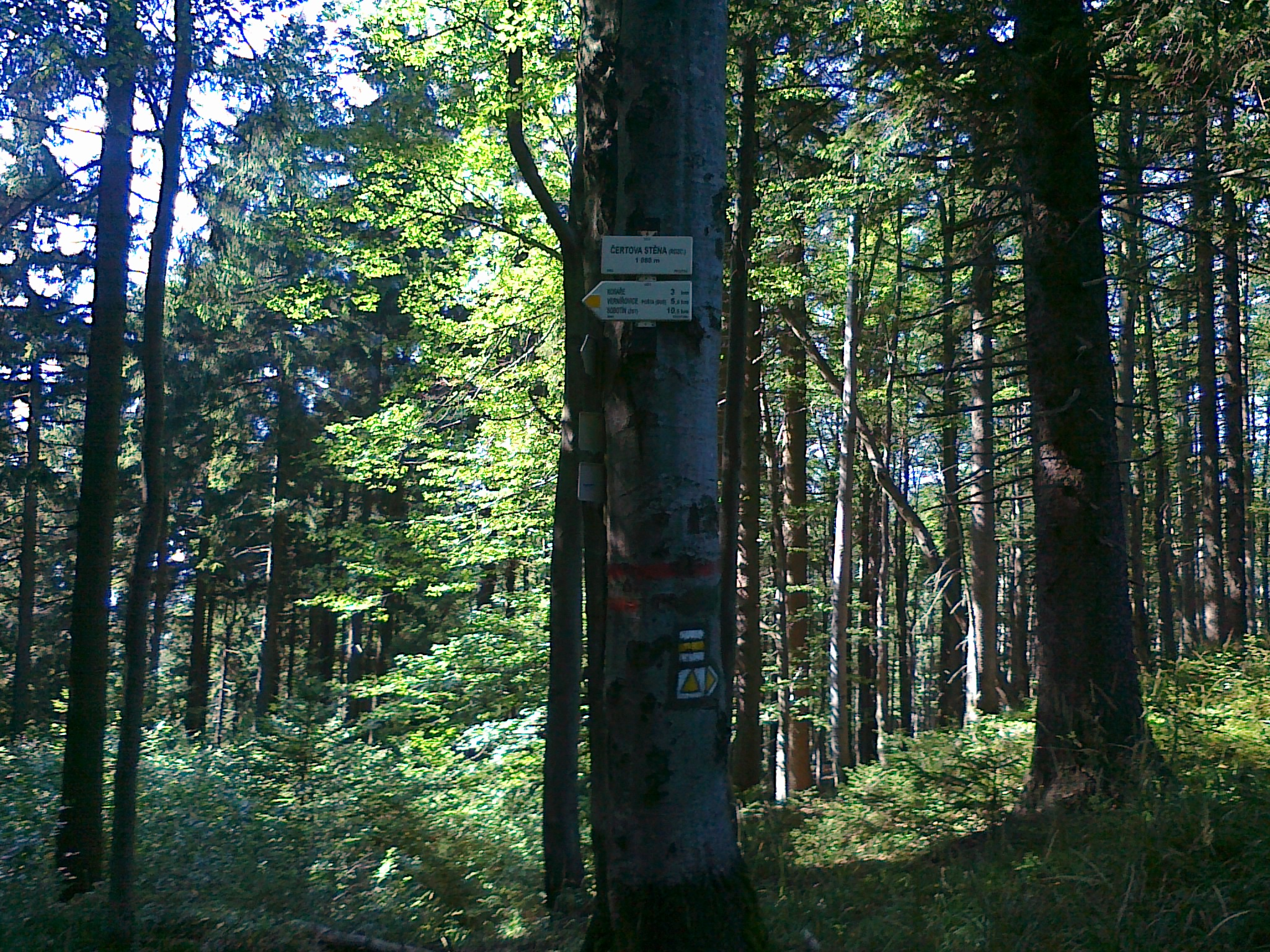
Tablice informacyjne na skrzyżowaniu turystycznym Čertova stěna (rozc.) (2020 rok)

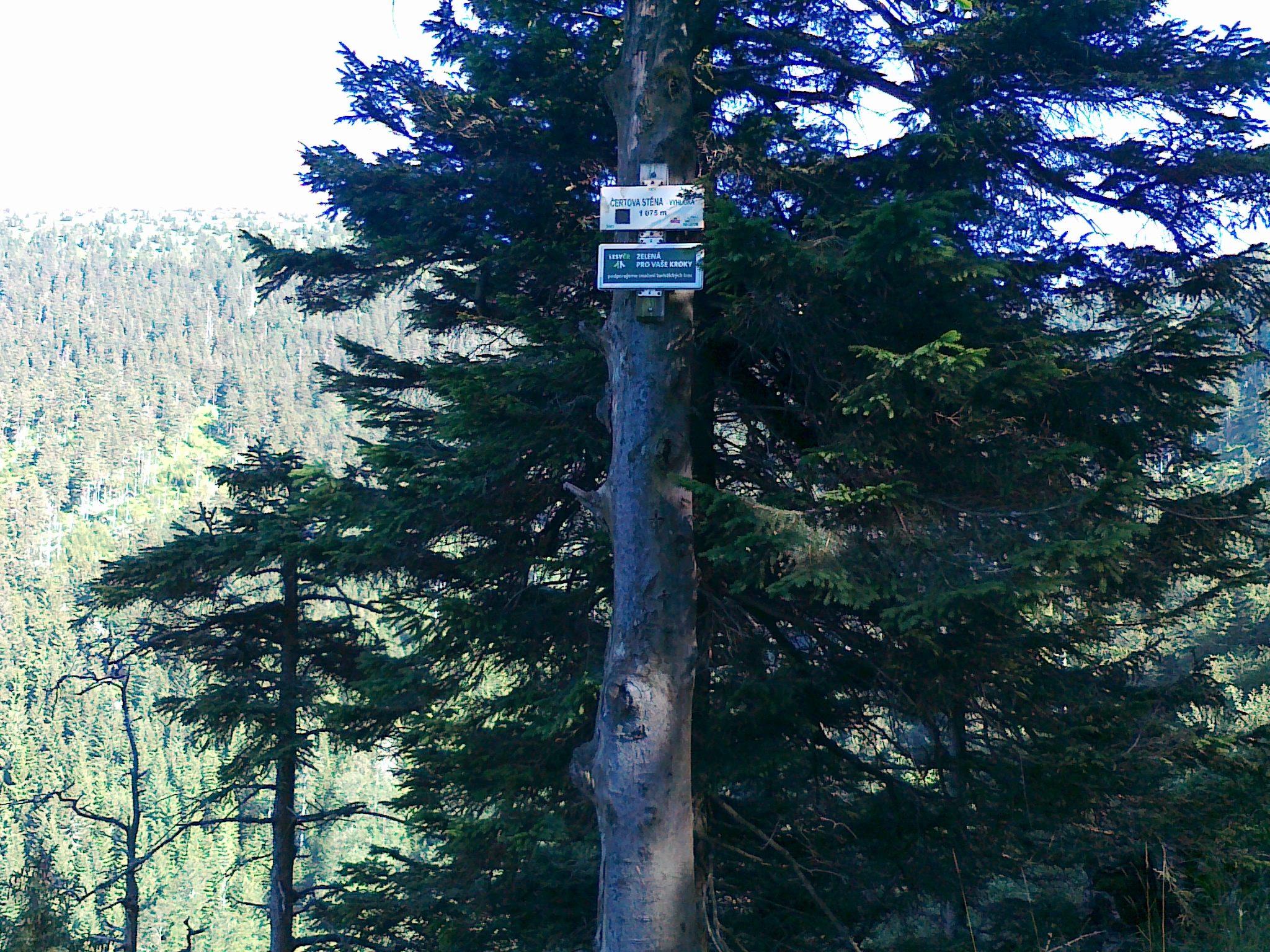
Punkt widokowy na przystanku turystycznym Čertova stěna – vyhlídka (w dali widoczna góra Jelení hřbet (2020 rok)

Čertova stěna jest szczytem pojedynczym. Przez połać szczytową przebiega ścieżka główna, na której wytyczono żółty szlak turystyczny  na krótkim, bocznym odcinku od skrzyżowania turystycznego (cz. Čertova stěna (rozc.)) z podaną na tablicy informacyjnej wysokością 1080 m, do przystanku turystycznego (cz. Čertova stěna – vyhlídka) z podaną na tablicy informacyjnej wysokością 1075 m, będącego ograniczonym punktem widokowym. Roztaczają się z niego perspektywy m.in. w kierunku góry Jelení hřbet. Szczyt jest rozległym skaliskiem o wysokości około 24 m, mającym w rzucie poziomym wydłużony, nieregularny kształt na kierunku północ – południe, o przybliżonych wymiarach długość × szerokość = (185 × 40) m, zajmujący powierzchnię około 4785 m². Stoki skaliska z uwagi na nachylenie są urwiskami. Skalisko to znajduje się w zalesieniu przeważnie lasem mieszanym, pokryte trawą wysokogórską i mchem. Na skalisku tym nie ma punktu geodezyjnego . Państwowy urząd geodezyjny o nazwie (cz. Český úřad zeměměřický a katastrální (CÚZK)) w Pradze podaje jako najwyższy punkt – szczyt – o wysokości 1081,9 m n.p.m. i współrzędnych geograficznych (50°02′26,0″N 17°11′07,3″E/50,040556 17,185361).
Dojście do szczytu następuje z żółtego szlaku turystycznego  oraz skrzyżowania turystycznego Čertova stěna (rozc.). Ze skrzyżowania tego należy przejść w kierunku przystanku turystycznego Čertova stěna – vyhlídka i widocznego tam szczytu odcinek o długości około 35 m.

### Stoki
W obrębie szczytu można wyróżnić trzy następujące zasadnicze stoki:
- północno-zachodni
- północny
- północno-wschodni

Występują tu wszystkie typy zalesienia: bór świerkowy, las mieszany oraz las liściasty, przy czym dominuje nieznacznie zalesienie borem świerkowym. Na wszystkich stokach poza borem świerkowym, występują obszary lasu mieszanego, a na stokach północno-zachodnim i północno-wschodnim znaczne obszary lasu liściastego. Wszystkie stoki charakteryzują się znaczną zmiennością wysokości zalesienia, z występującymi polanami, przerzedzeniami, ogołoceniami oraz przecinkami. Na stokach północnym i północno-wschodnim występują grupy skalne, a na stokach północnym i północno-zachodnim znaczne obszary głazowisk.
Stoki mają stosunkowo jednolite i zróżnicowane nachylenia. Średnie nachylenie stoków waha się bowiem od 16° (stok północny) aż do 37° (stok północno-wschodni). Średnie nachylenie wszystkich stoków (średnia ważona nachyleń stoków) wynosi około 19°. Maksymalne średnie nachylenie stoku północno-wschodniego, na wysokościach około 1040 m n.p.m., blisko punktu widokowego na połaci szczytowej, na odcinku 50 m nie przekracza 45°. Stoki pokryte są siecią dróg (m.in. Hrázová cesta) oraz nielicznych, na ogół nieoznakowanych ścieżek i duktów. Przemierzając je zaleca się korzystanie ze szczegółowych map, z uwagi na zawiłości ich przebiegu, zalesienie oraz zorientowanie w terenie.

### Geologia
Pod względem geologicznym szczyt ze stokami Čertova stěna należy do jednostki określanej jako warstwy vrbneńskie i zbudowany jest ze skał metamorficznych, głównie: gnejsów (muskowitów, biotytów, chlorytów) i blasto-mylonitów oraz skał magmowych: głównie meta-granitoidów.

### Wody
Grzbiet główny (grzebień) góry Pradziad, biegnący od przełęczy Skřítek do przełęczy Červenohorské sedlo oraz dalej do przełęczy Ramzovskiej (cz. Ramzovské sedlo) jest częścią granicy Wielkiego Europejskiego Działu Wodnego, dzielącej zlewiska Morza Bałtyckiego i Morza Czarnego . 
Szczyt wraz ze stokami położony jest na północny zachód od tej granicy, należy więc do zlewni Morza Czarnego, do którego płyną wody m.in. z dorzecza Dunaju, będącego przedłużeniem płynących z tej części Wysokiego Jesionika górskich potoków (m.in. płynących w pobliżu szczytu potoków: Merta czy Jelení příkop). W obrębie szczytu i stoków nie występują m.in. wodospady czy kaskady.

## Ochrona przyrody
Połać szczytowa i część wszystkich stoków od wysokości mniej więcej (900–975) m n.p.m. w górę znajdują się w obrębie rezerwatu przyrody Břidličná (→ Ztracené skály), utworzonego 19 marca 2008 roku o powierzchni około 652 ha, będącego częścią wydzielonego obszaru objętego ochroną o nazwie Obszar Chronionego Krajobrazu Jesioniki (cz. Chráněná krajinná oblast (CHKO) Jeseníky), a utworzonego w celu ochrony utworów skalnych, ziemnych i roślinnych oraz rzadkich gatunków zwierząt. Na stokach nie oznaczono żadnych innych obiektów nazwanych pomnikami przyrody oraz nie wytyczono żadnych ścieżek dydaktycznych.

## Turystyka
W obrębie szczytu i stoków Čertova stěna nie ma żadnego schroniska lub hotelu górskiego. W odległości około 1,9 km na północny wschód od szczytu położona jest jedna z najstarszych chat Wysokiego Jesionika Františkova myslivna, postawiona w 1865 roku przez rodzinę Kleinów, wówczas jako chata łowiecka. Obecnie służy jako niewielkie schronisko turystyczne z ograniczoną bazą noclegową, dysponujące tylko 16 miejscami (własność prywatna). Ponadto w odległości około 5,1 km na południowy zachód od szczytu, koło przełęczy Skřítek, przy drodze nr 11 znajduje się restauracja o nazwie Skřítek oraz rozległy parking. Do miejscowości Vernířovice z bazą pensjonatów jest od szczytu około 4,1 km na południowy zachód, a do bazy turystycznej w okolicy góry Pradziad jest około 5 km na północny wschód. Znajdują się tam następujące hotele górskie i schroniska turystyczne:
- na wieży Pradziad: hotel Praděd oraz na stoku góry Pradziad hotel górski: Kurzovní chata i schronisko Barborka
- na stoku góry Petrovy kameny hotele górskie: Ovčárna i Figura oraz schronisko Sabinka

Kluczowym punktem turystycznym jest – oddalone o około 1,2 km na północny zachód od szczytu – skrzyżowanie turystyczne Pod Zadním Hutiskem, z podaną na tablicy informacyjnej wysokością 715 m, przy którym ustawiono wiatę turystyczną oraz przez które przechodzi jeden ze szlaków turystycznych, jedyny szlak rowerowy i trasa narciarstwa biegowego. 

### Szlaki turystyczne, rowerowe i trasy narciarskie
Klub Czeskich Turystów (cz. Klub Českých Turistů) wytyczył w obrębie szczytu i stoków dwa szlaki turystyczne na trasach:
 Sobotín – Vernířovice – góra Špičák – Čertova stěna – góra Břidličná hora – Jelení studánka – góra Jelenka – przełęcz Mravenčí sedlo – Zelené kameny – Skřítek
 Kosaře – dolina potoku Merta – pomnik przyrody Zadní Hutisko – góra Homole – przełęcz Branka – góra Velká Jezerná – góra Hubertka – U Františkovy myslivny
U podnóża stoku północno-zachodniego wyznaczono jedyny szlak rowerowy na trasie:
 Pod Ztracenými kameny – góra Pecný – góra Špičák – góra Jestřábí vrch – przełęcz Branka – góra Homole – góra Vřesník – góra Dlouhé stráně – góra Mravenečník – Kozí hřbet – góra Čepel – Uhlířská cesta
W obrębie szczytu i stoków nie poprowadzono żadnej trasy narciarstwa zjazdowego. W okresach ośnieżenia wzdłuż niebieskiego szlaku turystycznego  i niebieskiego szlaku rowerowego  można skorzystać z wytyczonych tras narciarstwa biegowego.